# روچیوو
روچیوو (به لاتین: Ruchyovo) یک منطقهٔ مسکونی در روسیه است که در سرزمین آلتای واقع شده‌است.